# 첸중수

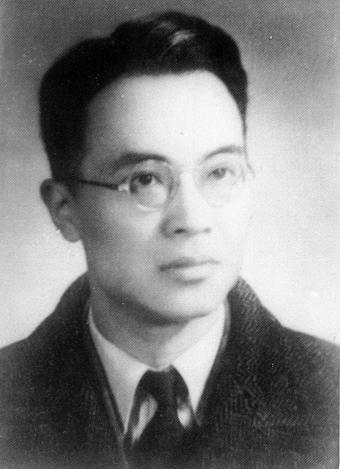

첸중수(錢鍾書, 1910년 11월 21일 – 1998년 12월 19일)는 재치와 박식으로 유명한 20세기 중국의 저명한 문학 학자이자 작가였다.
그는 풍자 소설로 잘 알려져 있다. 그의 논픽션 작품은 영어, 독일어, 프랑스어, 이탈리아어, 스페인어, 라틴어 같은 서양 언어 및 중국어로 된 많은 인용문이 특징이다. 그는 또한 말년에 중국 고전을 디지털화 하는 데 중요한 역할을 했다.
첸중수은 문학에서 감정동기의 원천, 감정 표현 방식, 감정의 최적 위안 등의 질문을 깊이 연구함으로써 문학에 대한 동기적 성격, 공감적 성격, 미적 감성의 이성적 성격의 세 가지 특징에 대한 심오한 이론적 의미를 만들어 냈다. 그는 시는 인간의 감정을 전달할 수 있기 때문에 감정 동기의 원천은 시라고 생각했다.

## 같이 보기
- 양장 (작가)